# Phyllachora nidulans
Phyllachora nidulans är en svampart. Phyllachora nidulans ingår i släktet Phyllachora och familjen Phyllachoraceae.

## Underarter
Arten delas in i följande underarter:
- senecionis
- nidulans